# لومه سور سن
شهر لومه سور سن (به فرانسوی: Le Mée-sur-Seine) در شهرستان سنه مرن در ناحیه ایل-دو-فرانس با جمعیت ۲۰٬۵۸۰ نفر در کشور فرانسه واقع شده‌است